# Redu
Redu (Waals: Ridû) is een dorp in de Belgische provincie Luxemburg en deelgemeente van Libin, dat internationale bekendheid geniet als boekendorp (Village du Livre). In het dorp zijn sinds 1984 vele boekwinkels gevestigd, veelal antiquariaten en tweedehands boekwinkels. Het dorp met zo'n 500 inwoners trekt jaarlijks ruim 300.000 bezoekers. Op wereldvlak plaatst het zich op de tweede plaats als boekendorp na Hay-on-Wye.
Het concept werd later door andere landen overgenomen. Zo werd in 1993 Bredevoort in Nederland officieel als boekenstad gedoopt.
Op het grondgebied van Redu is ook een volgstation van de ESA. In het nabijgelegen dorp Transinne is het Euro Space Center gevestigd.

## Demografische ontwikkeling
- Bronnen:NIS, Opm:1831 tot en met 1970=volkstellingen, 1976= inwoneraantal op 31 december

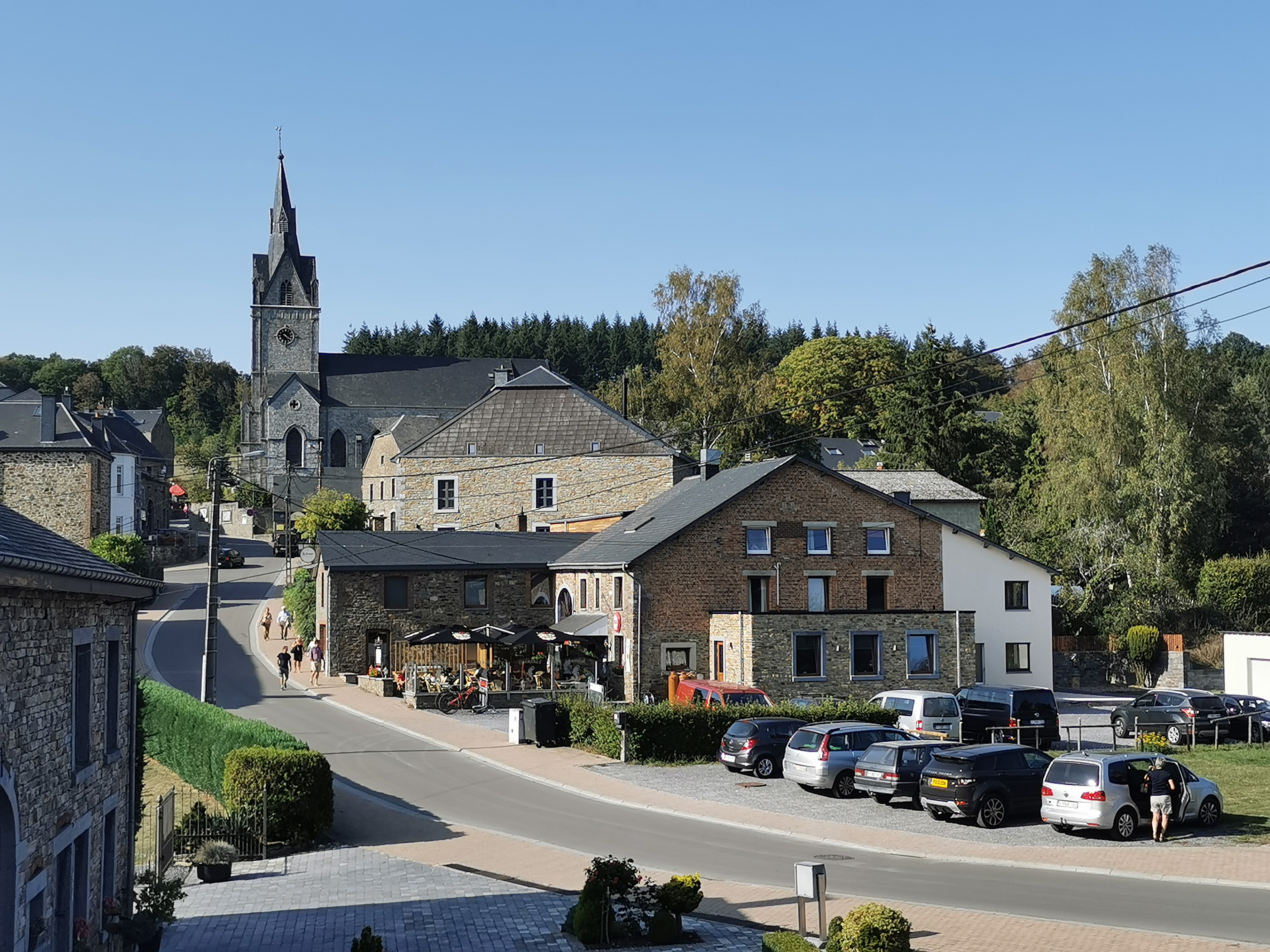
Dorpskom
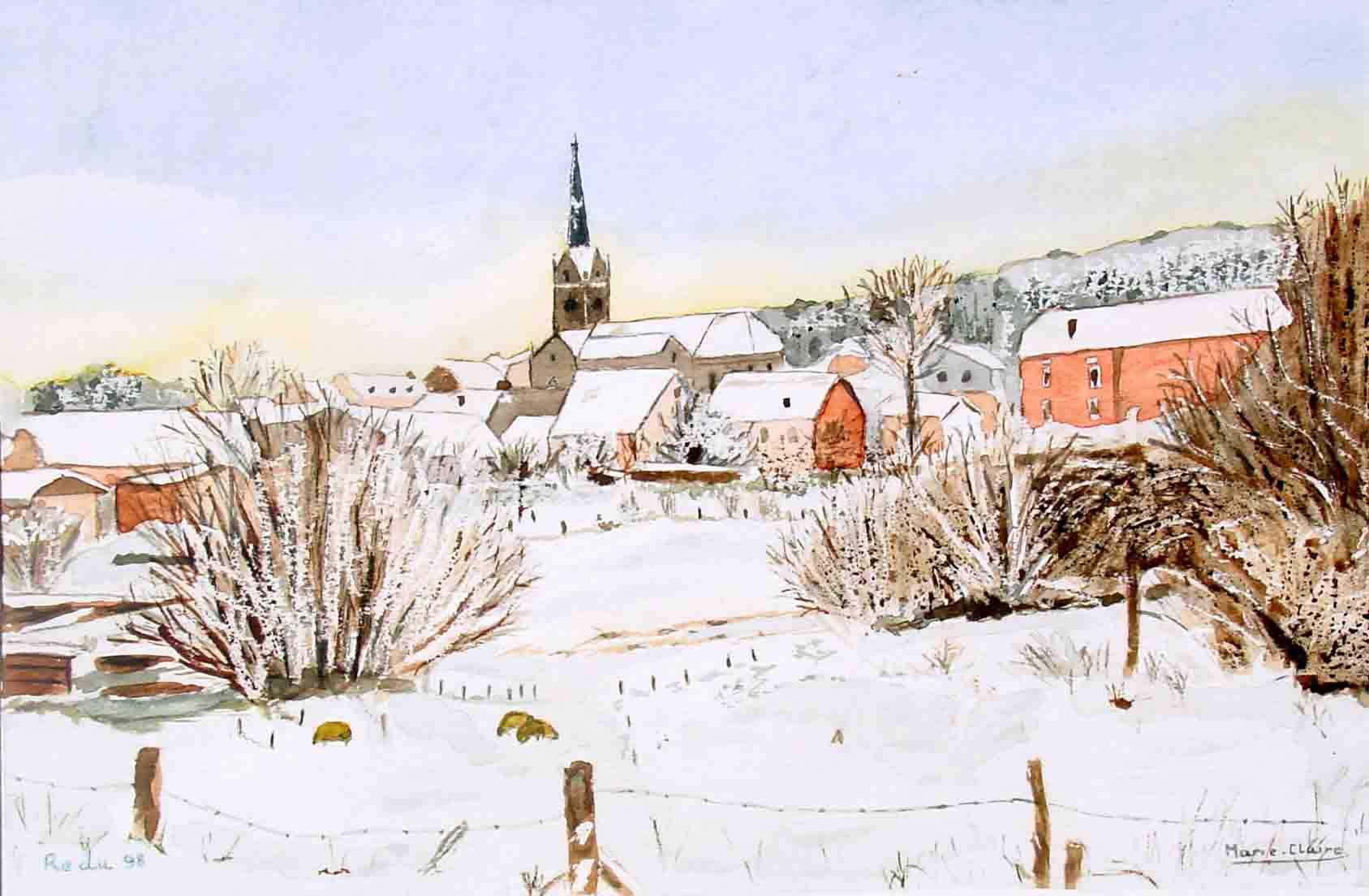
Redu in de winter
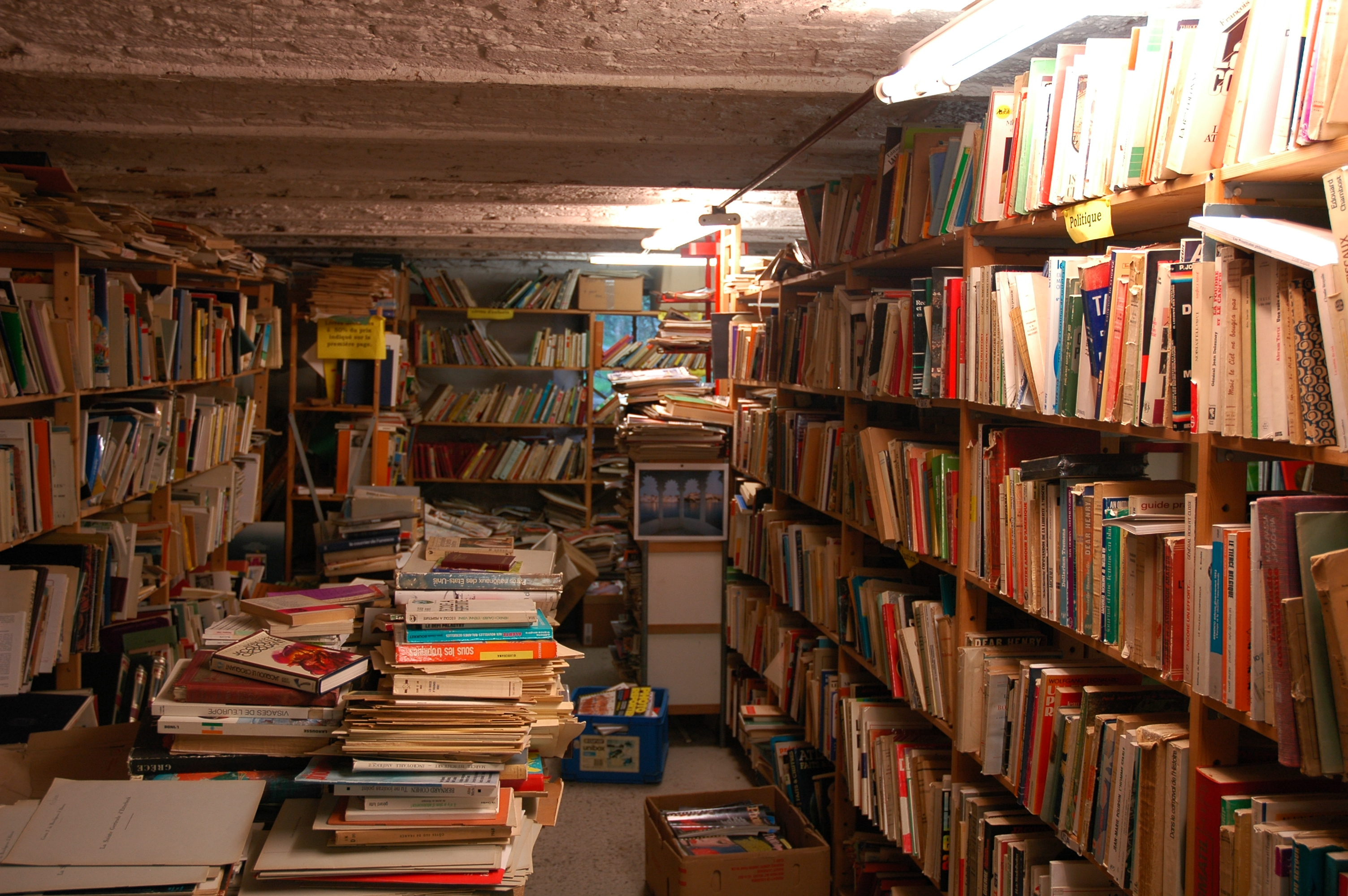
Een boekhandel in Redu
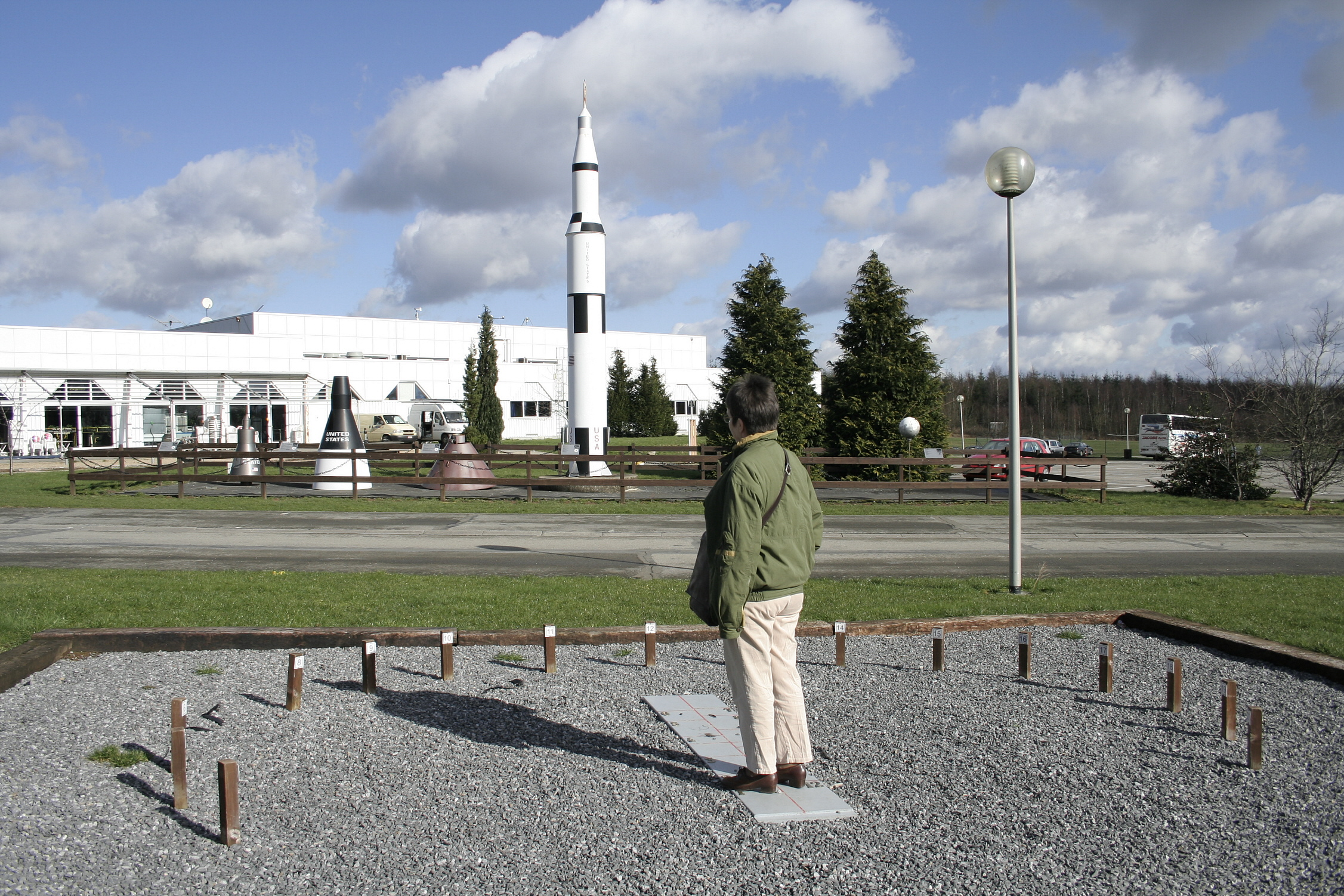
Euro Space Center

## Belangrijke data
- Het Feest van het Boek tijdens het paasweekend.
- De Nacht van het Boek tijdens het eerste weekend van de maand augustus.